# 今村重長
今村 重長（いまむら しげなが）は、安土桃山時代から江戸時代前期の武将。江戸幕府旗本。

## 略歴
徳川氏中山譜代の家に生まれる。幼少期より徳川家康に仕えて御膳番を務める。天正3年（1575年）長篠の戦いで武功を立てる。同年に松平信康の家臣だった黒柳甚蔵が反乱を起こすと、これを捕らえる功績があった。天正12年（1584年）長久手の戦いでは二番槍の武功を挙げた。慶長5年（1600年）関ヶ原の戦いに従軍。その後は徳川秀忠の使番となり、慶長19年（1614年）大坂冬の陣に従軍。翌年の夏の陣では首1級を挙げ、井伊直孝・安藤重信に従って落城後の大坂城に入城した。元和2年（1616年）目付、元和3年（1617年）下田奉行を歴任。知行は伊豆国賀茂郡に2,200石を領した。寛永4年（1627年）71歳で病死。